# Músculo ciliar
O músculo ciliar é um anel de músculo liso na camada do meio do olho (camada vascular) que controla o alojamento para a visualização de objetos a distâncias variadas e regula o fluxo do humor aquoso para dentro do canal de Schlemm. Altera a forma da lente dentro do olho, não o tamanho da pupila, que é realizada pelo músculo esfíncter da pupila e da pupila dilatador.

## Estrutura
O músculo ciliar é desenvolvido a partir do mesênquima dentro da coroide e é considerado um derivado da crista neural craniana.
O músculo ciliar recebe apenas fibras parassimpáticas a partir dos nervos ciliares curtos que surgem a partir do gânglio ciliar. Estas fibras pós-ganglionares fazem parte do nervo craniano V (nervo nasociliar do trigeminal).
Sinais parassimpáticos pré-sinápticos que se originam no núcleo de Edinger–Westphal são transportados pelo nervo craniano III (o nervo oculomotor) e viajam através do gânglio ciliar. A ativação parassimpática dos receptores muscarínicos M3 causa contração do músculo ciliar, o efeito de contração é diminuir o diâmetro do anel de músculo ciliar. As fibras zônula relaxam e a lente se torna mais esférica, aumentando seu poder de refratar a luz para visão de perto.
O tom parassimpático é dominante quando é necessário um maior grau de acomodação da lente, como a leitura de um livro.